# Orliwśke (obwód odeski)
Orliwśke (ukr. Орлівське, do 2024 Tkaczenko, ukr. Ткаченко) – wieś na Ukrainie, w obwodzie odeskim, w rejonie podolskim, w hromadzie Okny. W 2001 liczyła 480 mieszkańców.